# Zheng He Montes
Gli Zheng He Montes sono una struttura geologica della superficie di Plutone.